# 小行星1685
(1685) 托羅（1685 Toro）是一顆與地球以8：5和與金星以13：5共振軌道環繞太陽的阿波羅型小行星。由於這種不尋常的軌道，它有時也被稱為地球的第二顆衛星。
托羅是在1948年被卡爾·維爾塔寧在利克天文台發現的。它是被發現的第三顆阿波羅型小行星，名稱是用來向天文學家薩繆爾·赫里克的妻子，拜突利亞·托羅表達敬意。赫里克曾經研究這顆小行星的軌道，並且要求繼(1580) 拜突利亞之後採用這個名字。
依據軌道路徑，(1685) 托羅是夕拉科加隕石來源的最佳候選者，這是所知唯一一顆曾經擊傷人的隕石，它於1954年11月30日在阿拉巴馬州的夕拉科加擊傷婦人安·霍奇斯。

## 外部連結
- NeoDys （页面存档备份，存于）
- NASA JPL小天體瀏覽器上的小行星1685
- telnet://ssd.jpl.nasa.gov:6775 telnet for JPL Horizons, easier and more comprehensive than web version